# Közjegyzői okirat

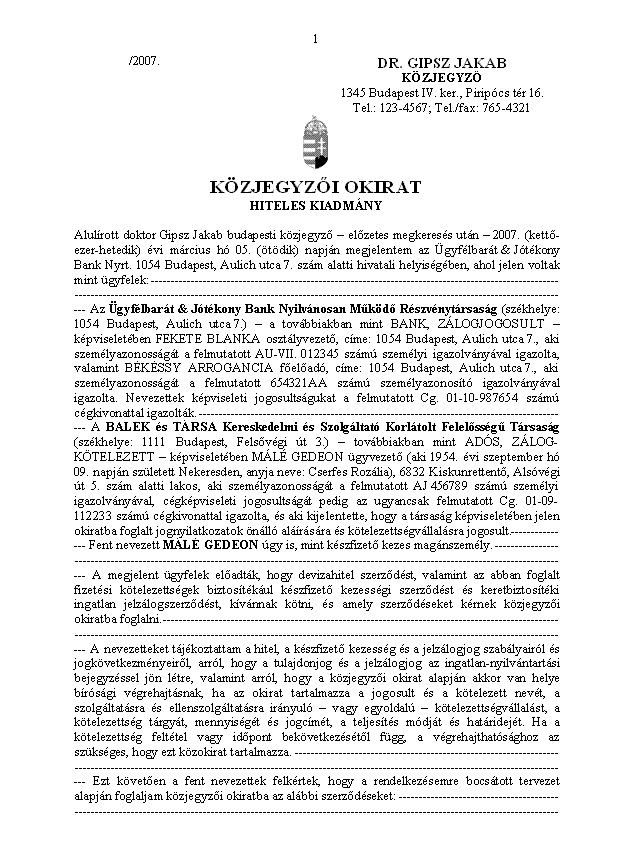
Közjegyzői okirat (fiktív tartalommal)

A közjegyzői okirat a közjegyző által az 1991. évi XLI. törvényben (Ktv) előírt alakszerűségek megtartásával elkészített okirat. A közjegyzői okirat, annak hiteles kiadmánya és a közjegyzői tanúsítvány: közokirat.
Olyan okirat, amely közjegyző által aláírtan tanúsítja az okiratba foglalt nyilatkozat megtételét, annak feleit, helyét, idejét és módját, illetve, hogy az okirattal tanúsított adatok és tények a valóságnak megfelelnek. Jelzálogszerződésnél általában kétféle kötelezettségvállaló nyilatkozatot (közjegyzői okiratot) használnak a bankok – ezek közül csak egyfélét kell aláírni: 
- Egyoldalú: a hiteligénylő jelzáloghitel kölcsönszerződésben foglalt kötelezettségvállalást tartalmazza.
- Többoldalú: ugyanaz, mint az egyoldalú, csak ebben az esetben magát a kölcsönszerződést foglalják közjegyzői okiratba.[1]

## Azonnali végrehajthatóság
A bíróság végrehajtási záradékkal látja el a közjegyzői okiratot, ha az tartalmazza 
a) a szolgáltatásra és ellenszolgáltatásra irányuló vagy egyoldalú kötelezettségvállalást,
b) a jogosult és a kötelezett nevét,
c) a kötelezettség tárgyát, mennyiségét (összegét) és jogcímét,
d) a teljesítés módját és határidejét.
Ha a kötelezettség feltételnek vagy időpontnak a bekövetkezésétől függ, a végrehajthatósághoz az is szükséges, hogy a feltétel vagy időpont bekövetkezését közokirat tanúsítsa. E paragrafus alapján akkor van helye végrehajtásnak, ha a közjegyzői okiratba foglalt követelés bírósági végrehajtási útra tartozik és ha a követelés teljesítési határideje letelt.

## A közjegyzői okirat formai kritériumai
A közjegyzői okiratot világosan és rövidítések nélkül kell szövegezni; a leírásnál az üresen maradó sorokat vízszintes vonallal kell kitölteni. A közjegyzői okiratban a határidőt, határnapot, a pénzkötelezettség végösszegét, az okirat keltét és más fontos számadatot számmal és betűvel is ki kell írni. A közjegyzői okiratban törölni, átütni vagy a sorok közé írni nem szabad. Ha a szó törlése szükséges, a javítást úgy kell elvégezni, hogy az áthúzott szó olvasható maradjon. A törölt szavak számát a lapszélen vagy az okirat végén fel kell tüntetni, és a közjegyző, valamint a felek aláírásával kell ellátni. Ha a közjegyzői okiratban más változtatás vagy kiegészítés szükséges, azt az okirat megfelelő sorában erre utaló jellel kell jelölni. A változtatást vagy kiegészítést –- az érintett szavak számának feltüntetésével –- a lapszélen vagy az okirat végén kell elhelyezni, és a közjegyző, valamint a felek aláírásával kell ellátni. A közjegyzői okiratot ügyszámmal, oldalait folyamatos sorszámmal kell ellátni. A közjegyző a közjegyzői okiratot a végén aláírásával, közjegyzői minőségének feltüntetésével és bélyegzőjével látja el. A fél és más érdekelt a közjegyzői okiratot a végén aláírja, vagy kézjegyével látja el. Ha erre nem képes, az aláírást a közjegyző aláírása pótolja. Ha a közjegyzői okirat több lapból áll, ezeket zsinórral össze kell fűzni, és a közjegyző bélyegzőjével kell megerősíteni. A közjegyzői okirat mellékleteit ugyanígy kell az okirathoz fűzni. Ha a melléklet erre nem alkalmas, a közjegyzői okirat ügyszámával ellátva az okirathoz csatolva kell őrizni. A közjegyzői okirat eredeti példányát az a közjegyző őrzi, aki készítette. A felek az okirat hiteles kiadmányát kapják meg.

## A közjegyzői okirat elkészítése
A közjegyzői okirat elkészítése alkalmával a közjegyző kötelessége, hogy 
a) meggyőződjék a fél ügyleti képességéről és jogosultságáról, továbbá valódi szándékáról,
b) tájékoztassa a felet a jogügylet lényegéről és jogi következményeiről,
c) világosan és egyértelműen írásba foglalja a fél nyilatkozatait,
d) felolvassa a közjegyzői okiratot a fél előtt,
e) meggyőződjék arról, hogy a közjegyzői okiratban foglaltak megfelelnek a fél akaratának.
A közjegyzői okirat elkészítésénél aggályos körülménynek kell tekinteni különösen, ha a fél a közjegyzői okiratba olyan rendelkezés felvételét kéri, amely jogvita keletkezéséhez vezethet, vagy amelynek nincs joghatása.
Ha a közjegyző a felet személyesen nem ismeri, személyazonosságáról és szükség esetén a személyi adatairól köteles meggyőződni 
a) saját kezű aláírással és fényképpel ellátott hivatalos igazolványból,
b) a közjegyző által személyesen ismert vagy személyazonosságát az a) pont szerint igazoló két azonossági tanú közreműködésével.

## A közjegyzői okirat tartalma
A közjegyzői okiratnak tartalmaznia kell: 
a) az eljárás helyét, évét, hónapját és napját,
b) a közjegyző családi és utónevét, továbbá székhelyét,
c) a felek, az azonossági és az ügyleti tanúk, a bizalmi személy, valamint a tolmács családi és utónevét,
d) a jogügylet tartalmát, utalva az esetleges meghatalmazásra vagy más mellékletre, feltéve hogy ezek a közjegyzői okirathoz nincsenek hozzáfűzve,
e) a közjegyzői okirat felolvasásának, illetve az ezt helyettesítő eljárásnak a megtörténtét, vagy a felolvasás mellőzésének tényét és a feleknek ezt indítványozó nyilatkozatát,
f) azt, hogy a fél a közjegyzői okiratban foglaltakat az akaratával megegyezőnek találta,
g) a felek az azonossági és az ügyleti tanúk, a bizalmi személy, valamint a tolmács aláírását vagy kézjegyét,
h) a közjegyző aláírását és bélyegző lenyomatát.
A közjegyzői okiratban fel kell tüntetni a felek, az azonossági és az ügyleti tanúk, a bizalmi személy, valamint a tolmács lakóhelyét, szükség esetén a felek egyéb személyi adatait, és azt, hogy ezekről a közjegyző hogyan győződött meg. 
Ha a felet a közjegyzői okirat elkészítésénél meghatalmazott képviseli, a meghatalmazást közjegyzői okiratba vagy olyan magánokiratba kell foglalni, amelyben a fél aláírását közjegyző, vagy magyar külképviseleti szerv hitelesítette. A meghatalmazást eredetiben, hiteles kiadmányban vagy hiteles másolatban a közjegyzői okirathoz kell fűzni.

## Lásd még
- Apai elismerő nyilatkozat

## Külső hivatkozások
- Okirat.lap.hu – linkgyűjtemény